# Bodo von dem Knesebeck
Pour l’article homonyme, voir Knesebeck.
Bodo Hugo Bernhard Paridam von dem Knesebeck (né le 9 avril 1851 à Munich - mort le 6 août 1911 à Cassel) est une personnalité de la cour de l'empereur Guillaume II.

## Biographie
Fils du diplomate Ernst Julius von dem Knesebeck (de), il entre au régiment de hussards et devient un intime des cercles impériaux. Secrétaire de cabinet de l'impératrice Augusta, la grand-mère de Guillaume II. Sous le règne de ce dernier, il est nommé vice-grand-maître de cérémonie et secrétaire du grand ordre de l'Aigle noir. 
De par sa proximité avec les cercles entourant l'empereur, il collecte un certain nombre d'informations à charge contre Philipp zu Eulenburg dans l'Affaire Harden-Eulenburg.